# Simpkins' Little Swindle
Simpkins' Little Swindle è un cortometraggio muto del 1914 diretto da Hay Plumb.

## Trama
Simpkins fa l'oste e imbroglia i clienti mettendo delle spugne in fondo ai boccali e alle caraffe.

## Produzione
Il film fu prodotto dalla Hepworth.

## Distribuzione
Distribuito dalla Hepworth, il film - un cortometraggio di 152 metri - uscì nelle sale cinematografiche britanniche nel novembre 1914.
Fu distrutto nel 1924 dallo stesso produttore, Cecil M. Hepworth. Fallito, in gravissime difficoltà finanziarie, Hepworth pensò in questo modo di poter almeno recuperare il nitrato d'argento della pellicola.